# Patrick Drolet
Patrick Drolet est un acteur québécois.

## Biographie
Patrick Drolet est diplômé de l'École nationale de théâtre du Canada en 2001. Sa carrière s'amorce la même année alors qu'il obtient un rôle dans le film L'Ange de goudron, du réalisateur Denis Chouinard. Ensuite, l'année suivante, il fait quelques petites apparitions de mini-rôle dans le film Les Dangereux, réalisé par Louis Saïa, ainsi que dans la télé-série sur le groupe Harmonium diffusé sur TQS en 2003. En 2005, il décroche le prix du Léopard d'or au Festival international du film de Locarno, pour sa performance dans le film La Neuvaine. En plus de sa carrière au grand écran, Drolet est également présent dans de nombreuses téléséries québécoises, telles que Les Bougon, Les Invincibles, Rumeurs, Ayoye!, La Galère ainsi que Fortier III. En 2008, il a aussi publié un recueil de poèmes illustré par l'artiste Steve Adams et intitulé Un souvenir ainsi qu'un corps solide ont plusieurs tons de noirceur. Drolet a aussi fondé la compagnie de théâtre Les Trois Tristes Tigres, où il est responsable de l'écriture et de la mise en scène de pièces de théâtre comme Rabelais, Tout ce qui est debout se couchera et Cabaret C.L.I.M.
Il est aussi apparu dans plusieurs émissions pour adolescents, notamment à Vrak T.V. dans l'émission Il était une fois dans le trouble où il joue Stax, un gangster fragile.
Par ailleurs, il a fait paraître des romans.

## Filmographie
- 2001 : L'Ange de goudron de Denis Chouinard
- 2002 : Les Dangereux de Louis Saïa
- 2003 : Harmonium de Stephan Milijevic (TV)
- 2003 : 20h17 rue Darling de Bernard Émond
- 2005 : La Neuvaine de Bernard Émond
- 2005-2009 : Les Invincibles de Jean-Francois Rivard
- 2006 : Le Génie du crime de Louis Bélanger
- 2008 : Le Grand Départ de Claude Meunier
- 2009 : Le Bonheur de Pierre de Robert Ménard
- 2009 : De père en flic d'Émile Gaudreault
- 2010 : L'Enfant prodige de Luc Dionne : André Mathieu
- 2010 : Le Poil de la bête de Philippe Gagnon
- 2011 : 30 vies : Éric Lupien
- 2011 : Trauma : Charles Lemieux
- 2012 : Tout ce que tu possèdes de Bernard Émond : Pierre Leduc
- 2013 : Mémoires vives : Nicolas Berthier
- 2015 : Le Journal d'un vieil homme de Bernard Émond
- 2019 : Victor Lessard, saisons 1 à 3) de Martin Michaud réalisée par François Gingras et Patrice Sauvé – François Lachaine
- 2020 : C'est comme ça que je t'aime de Jean-Francois Rivard
- 2023 : Premier trio : Martin

## Honneurs
- 2005 : Léopard d'or au Festival du film international de Locarno, meilleur acteur pour La Neuvaine
- 2005 : Personnalité de la semaine de La Presse